# Каноби
Каноби (груз. ყანობი) — село в Грузии, на территории Казбегского муниципалитета края (мхаре) Мцхета-Мтианети.

## География
Село находится в северо-восточной части Грузии, на левом берегу реки Терек, на расстоянии приблизительно 11 километров (по прямой) к юго-западу от посёлка городского типа Степанцминда, административного центра муниципалитета. Абсолютная высота — 2021 метр над уровнем моря.

## Население
По результатам официальной переписи населения 2014 года в Каноби проживало 86 человек (45 мужчин и 41 женщина). В национальной структуре населения грузины составляли 98,8 %, армяне — 1,2 %.
| Год  | Население, человек |
| ---- | ------------------ |
| 2002 | 182                |
| 2014 | ↘ 86               |